# Abadia de Stirling

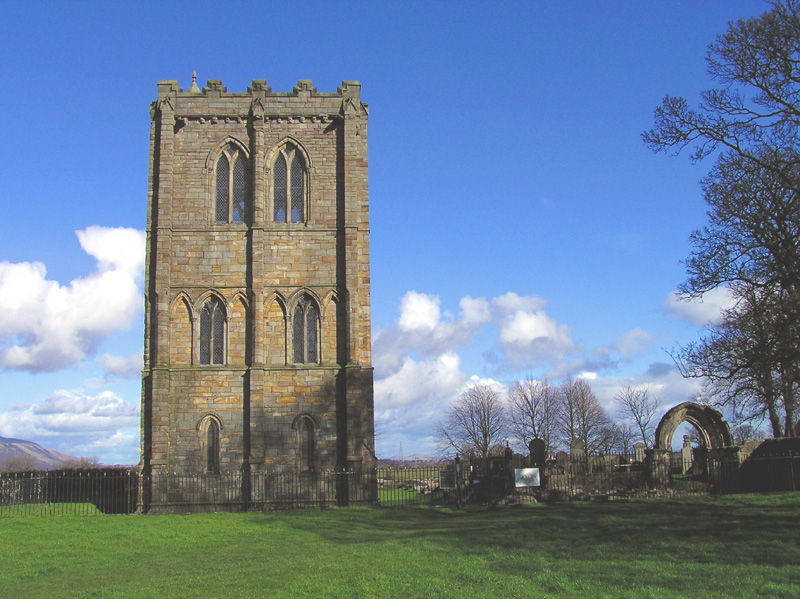
O campanário da Abadia de Cambuskenneth.

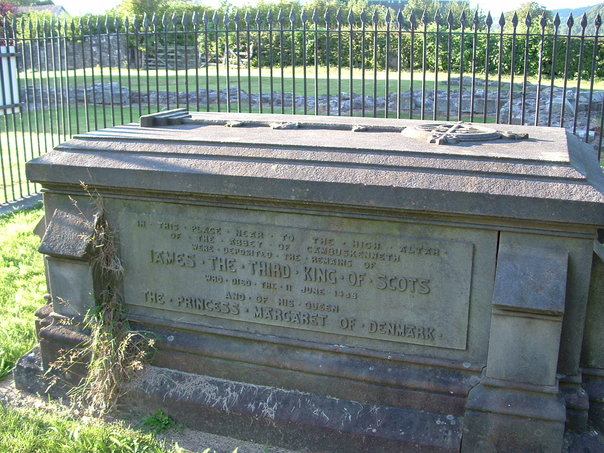
Túmulo de Jaime III, Rei da Escócia.

A Abadia de Cambuskenneth é um mosteiro agostiniano em ruínas localizado em uma área de terreno circundada por um meandro do rio Forth, perto de Stirling na Escócia. Apesar da abadia estar há muito tempo abandonada, a vila vizinha de Cambuskenneth continua a ser habitada.
A Abadia de Cambuskenneth foi construída por ordem do Rei David I por volta do ano de 1140.  Dedicada à Virgem Maria, ela ficou inicialmente conhecida por Abadia de Santa Maria de Stirling e outras vezes simplesmente por Abadia de Stirling.  A rua principal que desce da colina do castelo, da residência real no Castelo de Stirling em direção à abadia foi chamada de Wynd de Santa Maria, um nome que se mantém até hoje.
Cambuskenneth foi uma das mais importantes abadias da Escócia, devido em parte a sua proximidade com o Burgh Real de Stirling, um importante centro urbano do país e por vezes capital. A realeza, incluindo o rei inglês Eduardo I e posteriormente o rei escocês Roberto I, rezavam regularmente na abadia. Bruce manteve seu parlamento lá em 1326 para confirmar a sucessão de seu filho David.
Em 1486 Margarida da Dinamarca morreu nas proximidades do Castelo de Stirling e foi enterrada na abadia. Em 1488 seu marido, o rei Jaime III foi morto na Batalha de Sauchieburn e seu corpo foi trazido para ser enterrado na Abadia de Cambuskenneth. As inscrições elaboradas de seu túmulo, que foi mandado construir pela Rainha Vitória é ainda visível nos fundos da igreja.
A abadia deixou de ser utilizada depois da Reforma Protestante da Escócia. Em 1559 permaneciam por lá poucos monges. A abadia foi fechada e a maior parte da construção foi pilhada e queimada. A abadia encontrava-se sob a jurisdição do governador militar do Castelo de Stirling, que utilizou muitas pedras do edifício da abadia para a construção de projetos no castelo.
De sua rica arquitetura restaram apenas ruínas e fundações expostas. Apenas o campanário do século XIII está intacto, após ter sido reformado em 1859. A abadia foi adquirida pela coroa em 1908, e é atualmente administrada pelo Instituto Histórico da Escócia. A abadia está aberta para visitação durante os meses de verão. Os visitantes podem entrar pelo salão na base do campanário; geralmente as escadas para subir até os demais andares ficam fechadas, mas às vezes elas são abertas ao público.